# Инкапсуляция (программирование)

Диаграмма объекта и его взаимодействия через методы, а не непосредственно с данными

Инкапсуляция (англ. encapsulation, от лат. in capsula) — в информатике, размещение в одном компоненте данных и методов, которые с ними работают. В реализации большинства языков программирования (C++, C#, Java и другие) обеспечивается механизм сокрытия, позволяющий разграничивать доступ к различным частям компонента.
Инкапсуляция зачастую рассматривается как понятие, присущее исключительно объектно-ориентированному программированию (ООП), но в действительности обширно встречается и в других (см. подтипизация на записях и полиморфизм записей и вариантов). В ООП инкапсуляция тесно связана с принципом абстракции данных (не путать с абстрактными типами данных, реализации которых предоставляют возможность инкапсуляции, но имеют иную природу). Это, в частности, влечёт за собой различия в терминологии в разных источниках. В сообществе C++ или Java, PHP принято рассматривать инкапсуляцию без сокрытия как неполноценную. Однако, некоторые языки (например, Smalltalk, Python) реализуют инкапсуляцию, но не предусматривают возможности сокрытия в принципе. Другие (Standard ML , OCaml) жёстко разделяют эти понятия как ортогональные и предоставляют их в семантически различном виде (см. сокрытие в языке модулей ML).

## Подробности
Термин «инкапсуляция» может означать следующее в разных языках программирования:
- механизм языка, ограничивающий доступ одних компонентов программы к другим;
- языковая конструкция, связывающая данные с методами для их обработки.

Слово «инкапсуляция» происходит от латинского in capsula — «размещение в оболочке». Таким образом, инкапсуляцию можно интуитивно понимать как изоляцию, закрытие чего-либо инородного с целью исключения влияния на окружающее, обеспечение доступности главного, выделение основного содержания путём помещения всего мешающего, второстепенного в некую условную капсулу (чёрный ящик).

## Примеры

### Ada
```
package
 
Stacks
 
is

  
  
type
 
Stack_Type
 
is
 
private
;

  
  
procedure
 
Push
 
(
Stack
 
: 
in
 
out
 
Stack_Type
;
 
Val
 
: 
Integer
);

  

private

  
type
 
Stack_Data
 
is
 
array
 
(
1
 
..
 
100
)
 
of
 
Integer
;

  
  
type
 
Stack_Type
 
is
 
record

    
Max
 
:
 
Integer
 
:=
 
0.3
;

    
Data
 
:
 
Stack_Data
;

  
end record
;

end
 
Stacks
;

```

### C++
```
class
 
A

{

 
public
:

   
int
 
a
,
 
b
;
 
//данные открытого интерфейса

   
int
 
Return_Something
();
 
//метод открытого интерфейса

 
private
:

   
int
 
Aa
,
 
Ab
;
 
//скрытые данные

   
void
 
Do_Something
();
 
//скрытый метод

};

```

Класс А инкапсулирует свойства Aa, Ab и метод Do_Something(), представляя внешний интерфейс Return_Something, a, b.

### C#
Целью инкапсуляции является обеспечение согласованности внутреннего состояния объекта. В C# для инкапсуляции используются публичные свойства и методы объекта. Переменные, за редким исключением, не должны быть публично доступными. Проиллюстрировать инкапсуляцию можно на простом примере. Допустим, нам необходимо хранить вещественное значение и его строковое представление (например, для того, чтобы не производить каждый раз конвертацию в случае частого использования). Пример реализации без инкапсуляции таков:
```
    
class
 
NoEncapsulation

    
{

        
public
 
double
 
ValueDouble
;

        
public
 
string
 
ValueString
;

    
}

```

При этом мы можем отдельно изменять как само значение Value, так и его строковое представление, и в некоторый момент может возникнуть их несоответствие (например, в результате исключения). Пример реализации с использованием инкапсуляции:
```
    
class
 
EncapsulationExample

    
{

        
private
 
double
 
valueDouble
;

        
private
 
string
 
valueString
;

        
public
 
double
 
ValueDouble

        
{

            
get
 
{
 
return
 
valueDouble
;
 
}

            
set
 

            
{

                
valueDouble
 
=
 
value
;

                
valueString
 
=
 
value
.
ToString
();

            
}

        
}

        
public
 
string
 
ValueString

        
{

            
get
 
{
 
return
 
valueString
;
 
}

            
set
 

            
{

                
double
 
tmp_value
 
=
 
Convert
.
ToDouble
(
value
);
 
//здесь может возникнуть исключение

                
valueDouble
 
=
 
tmp_value
;

                
valueString
 
=
 
value
;

            
}

        
}

    
}

```

Здесь доступ к переменным valueDouble и valueString возможен только через свойства ValueDouble и ValueString. Если мы попытаемся присвоить свойству ValueString некорректную строку и возникнет исключение в момент конвертации, то внутренние переменные останутся в прежнем, согласованном состоянии, поскольку исключение вызывает выход из процедуры.

### Delphi
В Delphi для создания скрытых полей или методов их достаточно объявить в секции private.
```
  
TMyClass
 
=
 
class

  
private

    
FMyField
:
 
Integer
;

    
procedure
 
SetMyField
(
const
 
Value
:
 
Integer
)
;

    
function
 
GetMyField
:
 
Integer
;

  
public

    
property
 
MyField
:
 
Integer
 
read
 
GetMyField
 
write
 
SetMyField
;

  
end
;

```

Для создания интерфейса доступа к скрытым полям в Delphi введены свойства.

### PHP
```
class
 
A

{

    
private
 
string
 
$a
;
 
// скрытое свойство

    
private
 
int
 
$b
;
 
// скрытое свойство

    
private
 
function
 
doSomething
()
:
 
void
 
//скрытый метод

    
{

        
//actions

    
}

    
public
 
function
 
returnSomething
()
:
 
int
 
//открытый метод

    
{

        
//actions

    
}

}

```

В этом примере у класса А закрыты свойства $a и $b с целью предотвращения повреждения этих свойств другим кодом, которому необходимо предоставить только права на чтение.

### Java
В Java инкапсуляция понимается как механизм, связывающий код и данные, которыми он манипулирует, защищая оба этих компонента от внешнего вмешательства и злоупотреблений. Инкапсуляцию можно считать защитной оболочкой, которая предохраняет код и данные от произвольного доступа со стороны другого кода, находящегося снаружи оболочки. Доступ к коду и данным, находящимся внутри оболочки, строго контролируется тщательно определённым интерфейсом. В Java основой инкапсуляции является класс.
```
class
 
First
 
{

 
private
 
int
 
a
;

 
private
 
int
 
b
;

 
private
 
void
 
doSomething
()
 
{
 
//скрытый метод

  
//actions

 
}

 
public
 
int
 
getSomething
()
 
{
 
//открытый метод

  
return
 
a
;

 
}
 

}

```

### JavaScript
```
let
 
A
 
=
 
function
()
 
{

 
// private

 
let
 
_property
;

 
let
 
_privateMethod
 
=
 
function
()
 
{
 
/* actions */
 
}
 
// скрытый метод

 
// public

 
this
.
getProperty
 
=
 
function
()
 
{
 
// открытый интерфейс

  
return
 
_property
;

 
}

 
this
.
setProperty
 
=
 
function
(
value
)
 
{
 
// открытый интерфейс

  
_property
 
=
 
value
;

  
_privateMethod
();

 
}

}

```

или
```
let
 
A
 
=
 
function
()
 
{

 
// private

 
let
 
_property
;

 
let
 
_privateMethod
 
=
 
function
()
 
{
 
/* actions */
 
}
 
// скрытый метод

 
// public

 
return
 
{

  
}

 
}

```

или используя приватные свойства
```
class
 
A
 
{

    
#
property
;

    
#
privateMethod
 
=
 
()
 
=>
 
{

        
/* actions */

    
}

    

    
get
 
property
()
 
{
 
// геттер

        
return
 
this
.
#
property
;

    
}

    
set
 
property
(
value
)
 
{
 
// сеттер

        
this
.
#
property
 
=
 
value
;

    
}

}

```

1. ↑  Герберт Шилдт. Java. Полное руководство = The complete reference. Java / Тригуб С.Н.. — 8. — Санкт-Петербург: ООО "И.Д. Вильямс", 2012. — С. 52,53. — 1102 с. — (Oracle Press). — 1500 экз. — ISBN 978-5-8459-1759-1.